# Ирина Тасева
Ирина Димитрова Тасева е видна българска актриса.

## Биография
Родена е на 22 юли 1910 година в град Кюстендил, България. Завършва гимназия в София и след това драматична театрална студия към Народен театър „Иван Вазов“. През 1929 г. завършва театралната школа на Николай Масалитинов. Същата година започва да играе на сцената на театър „П. К. Стойчев“.
Постъпва на работа като актриса в Народния театър през 1930 г. и играе на сцената до 1980 г. Изиграла е повечето главни роли на класическия драматичен репертоар като: мадам Сан-Жен на Викториен Сарду, Джесика от „Венецианския търговец“ на Шекспир, Хедвиг в „Дивата патица“ на Хенрик Ибсен, Лиуза от „Коварство и любов“ на Шилер, Машенка в „Машенка“ на Александър Афиногенов, Александра в „Егор Буличов и другите“ от Максим Горки, Жулиета от „Ромео и Жулиета“ на Шекспир, Еболи от „Дон Карлос“ на Шилер, Делия Муун от „Скандал в Брикмил“ на Джон Пристли, Кендида в „Кендида“ на Бърнард Шоу, графиня Дюроп Дюфор от „Пътник без багаж“ на Жан Ануи, Мария Хосева от „Домът на Бернарда Алба“ от Федерико Гарсия Лорка, Дебора от „Душата на поета“ на Юджийн О'Нийл.
Ирина Тасева е автор на две книги: „Така блестят звездите“ (1963) и „Сбогом, любов“ (2012).
Умира на 21 февруари 1990 г. в София.

## Награди и отличия
- Народен артист

## Телевизионен театър
- „Вратите хлопат“ (1983) (Мишел Фермо)

## Филмография
- „Български орли“ (1941), режисьор Борис Борозанов
- Специалист по всичко (1962) – Началничката
- Слънчев удар (1977)
- Компарсита (1978)
- Жар морякът, 4 серии